# 高梁総合文化会館
高梁総合文化会館（たかはしそうごうぶんかかいかん）は、岡山県高梁市原田北町にある多目的ホール。

## 概要
高梁市内に5か所ある多目的ホール施設のうち、最も古く、収容人員が最も多い、中心市街地に位置する施設である。1,008席の大ホールをはじめ、90名程度の会議が可能なレクチャールームや、和洋両方の会議室を備える。コンサート、演劇、伝統芸能、映画鑑賞など、地域住民の文化活動や交流の場となっている。また開館当初から自主事業として地域文化の向上や意識高揚のため、国内外の様々な文化や芸術を企画運営している。1階には高梁市出身の歌人である清水比庵の記念室がある。
なお、隣の高梁市文化交流館には250席の中ホールがあり、イベントの規模により高梁総合文化会館と使い分けられる。高梁総合文化会館と高梁市文化交流館を合わせて高梁市文化センターに所在する。運営は2020年10月1日から高梁市文化交流館と併せて吉備ケーブルテレビが行っている。

## 施設

### 諸元
- 構造 : 鉄筋コンクリート構造、地上2階
- 建築面積 : 3,328m2
- 延床面積 : 5,392m2

### 主な施設
- 大ホール
  - 座席数 ： 1,008席（1階640席（うち車椅子4席）、2階368席）
  - 舞台 : 間口16.0m、奥行12.0m、高さ8.0m
- レクチャールーム
  - 収容人数： 90人（講演会形式で机を並べた時）
- 会議室（洋室）
- 会議室（和室）
- 工芸創作室
- 清水比庵記念室

## 周辺
- 高梁市文化交流館・高梁市歴史美術館
- 岡山県立高梁城南高等学校・高梁市立松山高等学校
- 高梁郵便局
- 晴れの国岡山農業協同組合びほく統括本部

## 交通アクセス
電車
- JR西日本 伯備線備中高梁駅  寺巡り口（東口）から徒歩7分

バス
- 備北バス
  - 高梁バスセンター（高梁市複合施設1階） 備中高梁駅自由通路を寺巡り口（東口）へ抜け徒歩7分
  - 高梁バスセンターから大和・東村行き 「文化センター前停留所」から徒歩1分

自動車
- 岡山自動車道 賀陽ICから約15分
- 一般道（総社・井原・新見方面から）：国道180号・国道313号（重用区間）警察署北交差点から国道484号跨線橋を東へ約2分

駐車場
- 平常時約70台（高梁市文化交流館と共用。イベント開催時は第2～第4駐車場を開放）